# Walter Rütt
Walter Oscar Rütt, né le 12 septembre 1883 à Morsbach et mort le 23 juin 1964 à Berlin, est un coureur cycliste allemand, spécialiste de la piste. Professionnel de 1900 à 1926, Rütt a enregistré 933 victoires en 25 ans, dont neuf victoires sur des courses de six jours.

## Biographie
Le 21 juin 1900, à l'âge de 17 ans, il participe à sa première course de vitesse sur piste qu'il remporte. Sa supériorité dans les courses suivantes lui fait prendre une licence professionnelle. Il fait ses débuts chez les professionnels le 14 août 1900 lors du championnat d'Europe du 10 km organisé à Cologne, remporté par Franz Verheyen (de). Quelques semaines plus tard, Rütt remporte sa première course en tant que professionnel, une compétition en tandem avec Franz Verheyen à Aix-la-Chapelle. Plus tard, il participe également à des courses d'endurance.
En 1904 et 1909, Rütt remporte le Grand Prix de l'UVF, et le Grand Prix de la République en 1904. 
En 1906, Rütt  participe à la course de six jours au Madison Square Garden de New York, avec le Néerlandais John Stol qu'ils remportent ensemble, l'année suivante. Les succès de Rütt jouent un rôle clé dans le fait que la première course de six jours sur le sol européen a lieu à Berlin en mars 1909. Lui-même ne peut pas y participer car il est à l'étranger car il n'a pas fait son service militaire et n'a pas osé retourner en Allemagne. Pour la 2e course des Six Jours de Berlin, de nombreuses personnalités intéressées par le cyclisme imposent sa réhabilitation afin qu'il puisse participer et gagner avec l'Australien Jackie Clark. 
En 1908, il remporte le Grand Prix de Reims, l'une des plus anciennes compétitions de vitesse sur piste en France. Il remporte le premier Grand Prix de l'UCI en 1907 et en 1913 le Grand Prix de Paris . 
Lorsque la Première Guerre mondiale éclate, Rutt est en compétition à Newark et est rapidement renvoyé chez lui. Il est enrôlé dans l'armée allemande et devient messager à moto. Il est blessé au combat.
En 1919, il remporte la première édition du Grand Prix de Thuringe.
Le 12 janvier 1926, Rütt fait sa tournée d'adieu au Sportpalast de Berlin.

### Retraite
Après sa retraite sportive, Rütt veut construire et diriger un vélodrome pour gagner sa vie. La Rütt Arena, piste en bois de 222 m, à Berlin-Hasenheide, au nord de l'ancien aéroport de Berlin-Tempelhof, est  inaugurée le dimanche 27 juin 1926. Elle est détruite par un incendie en mai 1931.
Le 1er mai 1937, Rütt, financièrement ruiné, rejoint le NSDAP. Grâce à son adhésion, il reçoit un poste de professeur de sport, ce qui assure ses moyens de subsistance et lui permet de rester actif dans le cyclisme. Il est responsable à la fois de la promotion des jeunes talents et de la sélection de l'équipe nationale allemande.
Dans les années 1940 et 1950, il écrit aussi régulièrement des chroniques avec des conseils pour les cyclistes „Jetzt spricht Rütt“ (« Maintenant Rütt parle ») dans Radsport, l'organe officiel de la Fédération allemande de cyclisme.

## Palmarès

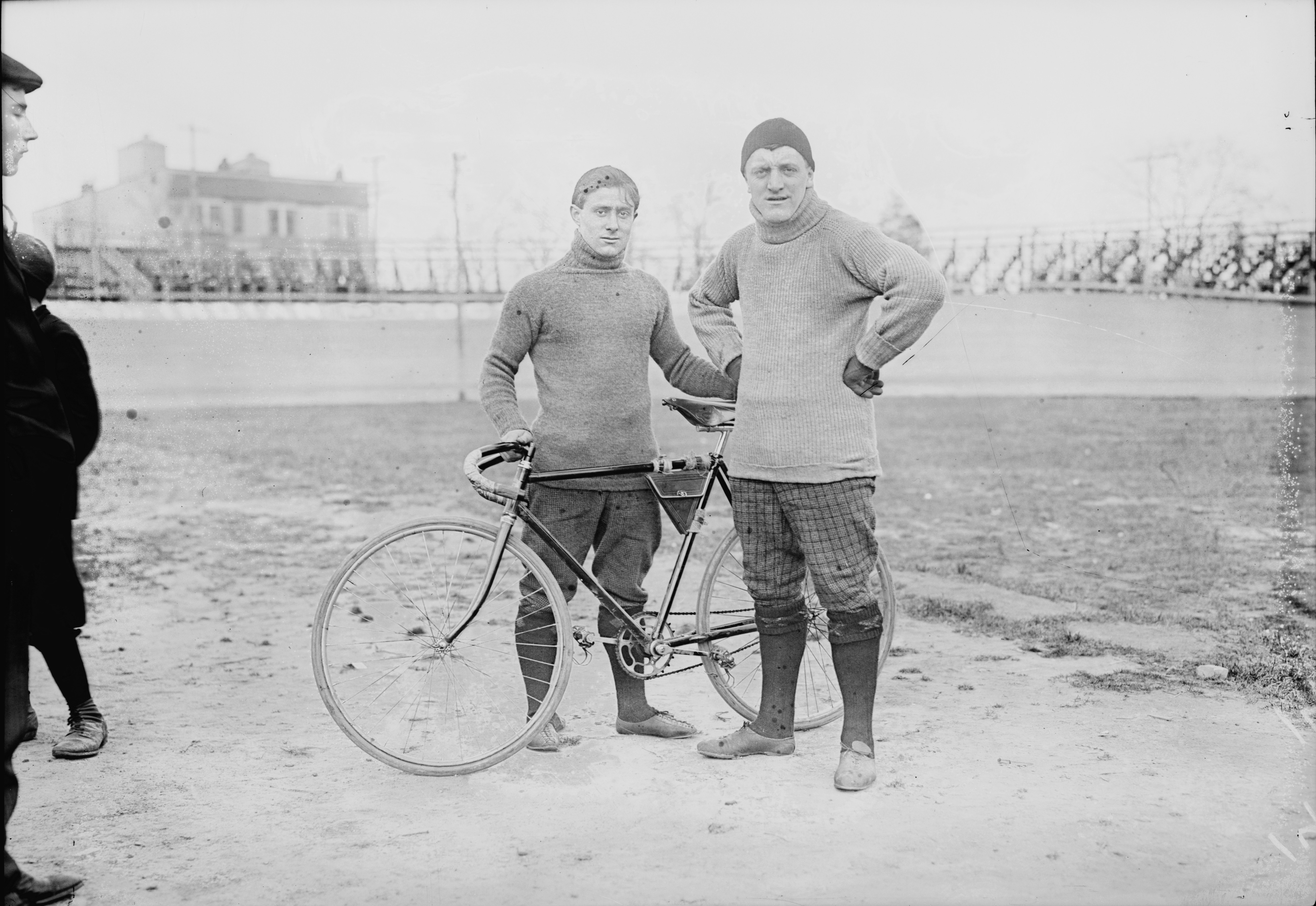
John Stol et Walter Rütt en 1908.

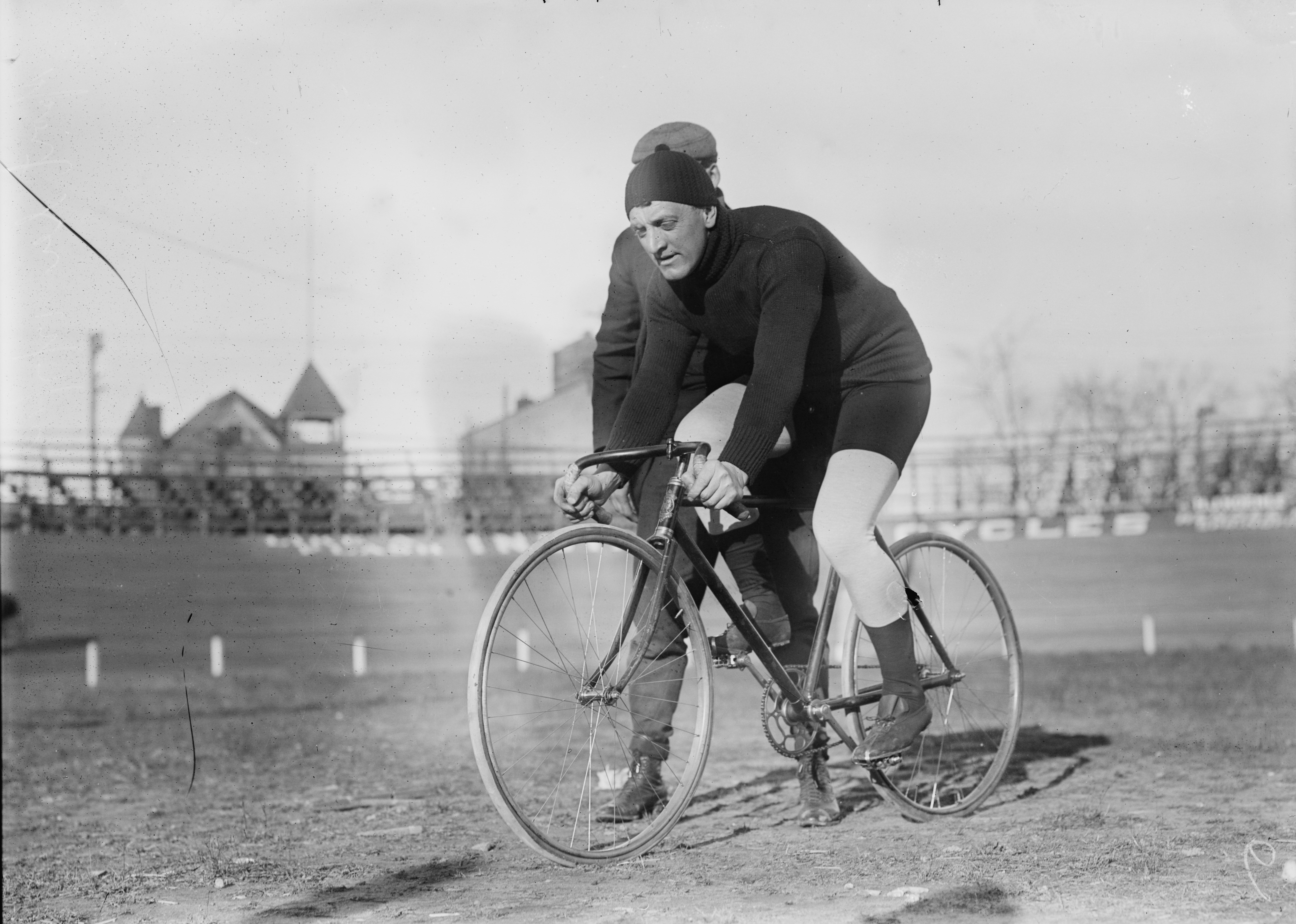
Walter Rütt en 1909.

### Championnats du monde
- Berlin 1901
  -  Médaillé de bronze du tandem avec Richard Scheuermann
- Paris 1907
  -  Médaillé de bronze de la vitesse
- Copenhague 1909
  -  Médaillé de bronze de la vitesse
- Bruxelles 1910
  -  Médaillé de bronze de la vitesse
- Leipzig 1913
  -  Champion du monde de vitesse

### Championnats d'Europe
- 1902
  -  Médaillé d'argent de la vitesse
- 1911
  -  Champion d'Europe de vitesse

### Championnats d'Allemagne
- Champion d'Allemagne de vitesse : 1910, 1919, 1920 et 1923

### Six jours
- Six jours de New York : 1907 (avec John Stol), 1909 (avec Jackie Clark)[3] et 1912 (avec Joe Fogler)
- Six jours de Berlin : 1910 (avec Jackie Clark), 1911 et 1912 (avec John Stol), 1925 (avec Émile Aerts)
- Six jours de Francfort : 1911 (avec John Stol)

### Grands Prix
- Grand Prix de la République : 1904
- Grand Prix de l'UVF : 1904 et 1909
- Grand Prix de l'UCI : 1907
- Grand Prix d'Angers : 1908
- Grand Prix de Reims : 1908[4]
- Grand Prix de Copenhague : 1908, 1909, 1912 et 1913
- Prix de l'Espérance : 1910
- Grand Prix de Paris : 1913
- Grand Prix de Thuringe : 1919
- Grand Prix de la Pentecôte à Mayence : 1920[5]

## Vie privée
Lorsqu'il débute au Danemark, Rütt rencontre Charlotte Nord, sœur de l'ancien coureur cycliste Orla Nord (de) ; ils se marient en 1904  et ont un fils, Oskar Rütt, né en Australie qui a été également coureur cycliste. Il divorce en 1918. Le 31 octobre 1942, Walter Rütt épouse Gertrud Brinkmeier en seconde ou troisième noces.

## Au cinéma
Il apparait dans le film Die siebtente Nacht en 1922, dans lequel il joue son propre rôle aux côtés des coureurs Franz Krupkat, Ernst Kaufmann.et Karl Saldow.